# 丹佛 (北卡羅萊納州)
丹佛（英語：Denver）是位於美國北卡羅萊納州林肯縣的普查規定居民點。

## 人口
根據2020年美國人口普查的數據，丹佛的面積為15.37平方千米，當中陸地面積為15.35平方千米，而水域面積為0.02平方千米。當地共有人口2697人，而人口密度為每平方千米175.47人。